# 構孳
構孳（1648年—1666年），鑲紅旗滿洲人，愛新覺羅氏，清朝宗室。
順治十八年（1661年）封奉恩輔國公。

## 家族
- 努爾哈赤（曾祖父）
- 阿濟格（祖父）
- 傅勒赫（父）
- 綽克託（弟）
- 訥延（子）